# 圖西斯

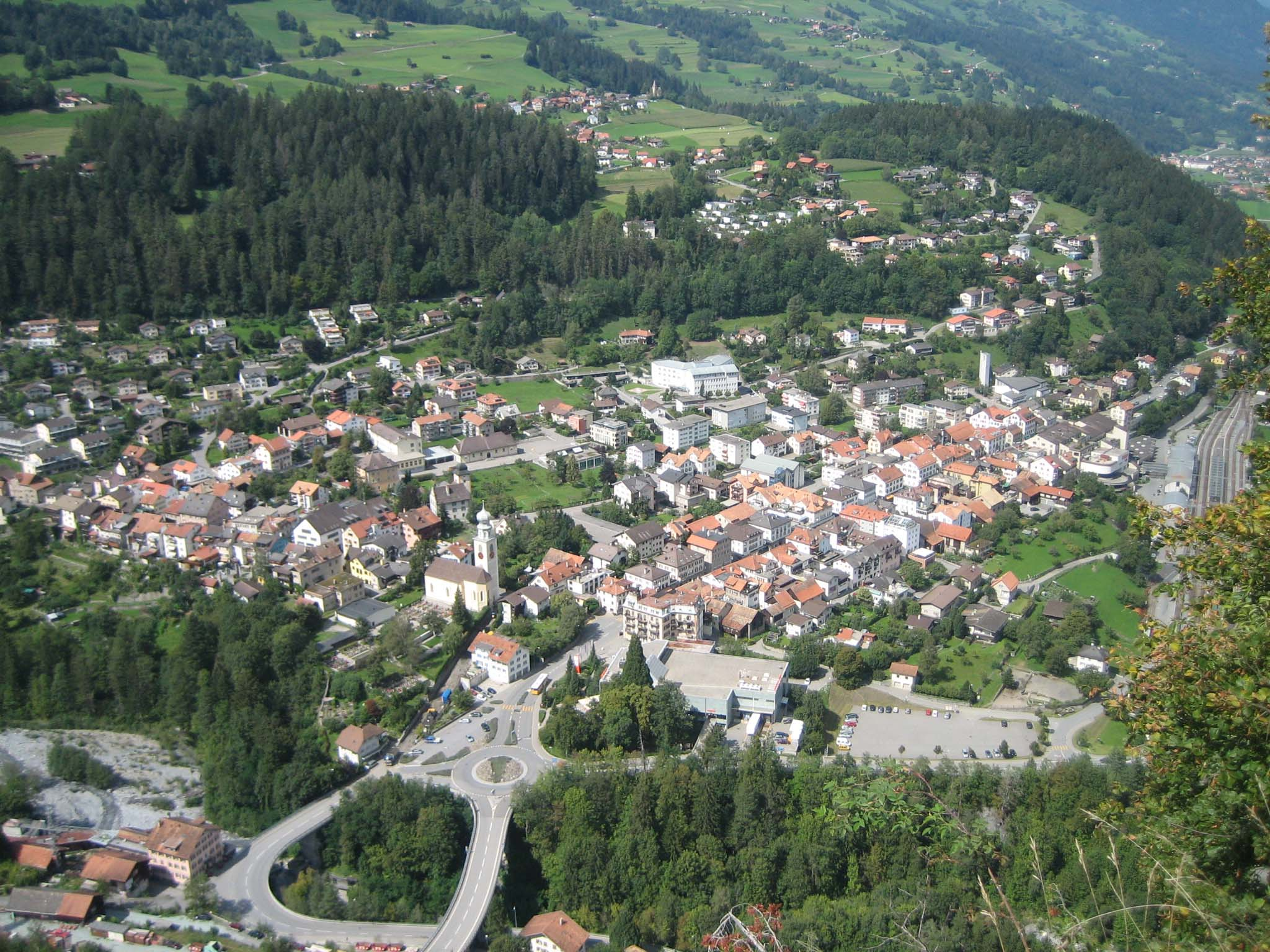

圖西斯是瑞士的城鎮，位於該國東南部，由格勞賓登州負責管轄，面積6.81平方公里，海拔高度720米，2010年人口2,791，其中信奉羅馬天主教和基督教的居民各佔四成。

## 外部連結
- Official website （页面存档备份，存于） （德文）